# Etta McDaniel
Etta McDaniel (ur. 1 grudnia 1890, zm. 13 stycznia 1946) – amerykańska aktorka filmowa.

## Biografia[1]
Urodziła się w 1890 roku w Wichita, w stanie Kansas, jako córka byłych niewolników. Była jednym z trzynaściorga dzieci. Jej ojciec Henry McDaniel walczył w wojnie secesyjnej, a jej matka, Susan Holbert, była wokalistką muzyki religijnej. Aktorami byli jej brat Sam McDaniel (1886-1962) oraz siostra Hattie McDaniel (1895-1952).
Etta McDanie swoją karierę rozpoczęła jako członkini zespołu Minstrel Shows, w którym grali też inni członkowie jej rodziny. Jako aktorka filmowa debiutowała w 1933 w filmie King Kong, w którym wcielała się w kobietę z czarnoskórej wioski ratującą swoje dziecko przed zgnieceniem przez wielką małpę. Później pojawiła się w blisko 60 filmach. Zwykle obsadzano ją w rolach czarnoskórych służących lub niań.

## Filmografia[2][3]
- 1933: King Kong
- 1936: Brutal (Magnificent Brute)
- 1936: Więzień na wyspie rekinów (The Prisoner of Shark Island)
- 1937: Wzgardzona (Stella Dallas)
- 1937: Niewinnie się zaczęło (Love Is News)
- 1937: Piętno przeszłości (That Certain Woman)
- 1939: Sierżant Madden (Sergeant Madden)
- 1941: Rekruci z przypadku (You're in the Army Now)
- 1943: Syn Draculi (Son of Dracula)